# Уилям Уотсън
Уилям Уотсън (на английски: William Watson) е шотландски журналист, драматург и писател на произведения в жанра исторически роман и драма. Пише трилъри под псевдонима Дж. К. Майо (на английски: J. K. Mayo).

## Биография и творчество
Уилям Хю Чалз Уотсън е роден на 30 април 1931 г. в Единбург, Шотландия. Баща му, Хю Уотсън, е адвокат в Единбург. Завършва средното си образование в мъжката Единбургска академия. Следва в Единбургския университет и Оксфордския университет, но не завършва нито един от двата курса. Работи първоначално като сътрудник, а по-късно като редактор на вестник „Scotsman“. Заедно с работата си започва да пише романи.
Първият у роман „Better Than One“ (По-добре от един) е издаден през 1969 г. Той разказ за любовта, за историята на двама млади, всеки от които е измамен и живеещ в своя въображаем личен свят.
Автор е и на два исторически романа – първият, „The Last Of The Templars“ (Последният от тамплиерите), е рицарите тамплиери след края на кръстоносните походи в Палестина, а вторият, „The Knight on the Bridge“ (Рицарят на моста), е за катарите. Те се се считат за най-добрите му творби.
В периода 1970 – 1972 г. пише две пиеси, които са поставени в театъра
Първият му роман „The Hunting Season“ (Ловният сезон) от поредицата шпионски романи „Хари Седъл“ е издаден през 1985 г. Главният герой е самотен бивш полковник от армията и таен агент от високо класифицирания свят на британското разузнаване, който участва и решава заплетени случаи.
Женен е два пъти. Втората му съпруга е театралната директорка Катрин Робинс.
Уилям Уотсън умира след продължително заболяване на 5 декември 2005 г. в Единбургския старчески дом.

## Произведения

### Като Уилям Уотсън

#### Самостоятелни романи
- Better Than One (1969)
- Sawney Bean (1970) – с Робърт Най
- The Last Of The Templars (1979) – издаден и като „Beltran in Exile“
- The Knight on the Bridge (1982)

#### Пиеси
- Sawney Bean (1970)
- A Footstool for God (1972)

### Като Дж. К. Майо

#### Серия „Хари Сидъл“ (Harry Sedall)
1. The Hunting Season (1985)
Ловен сезон, изд. „Атика“ (1997), прев. Елена Чизмарова
2. Wolf's Head (1987)
3. Cry Havoc (1990)
4. A Shred of Honour (1993)
5. The Masterless Men (1995)
Убийци под наем, изд. „Атика“ (1996), прев. Елена Чизмарова
6. The Interloper (1996)
Натрапникът, изд. „Атика“ (1998), прев. Елена Чизмарова